# Mascapaicha

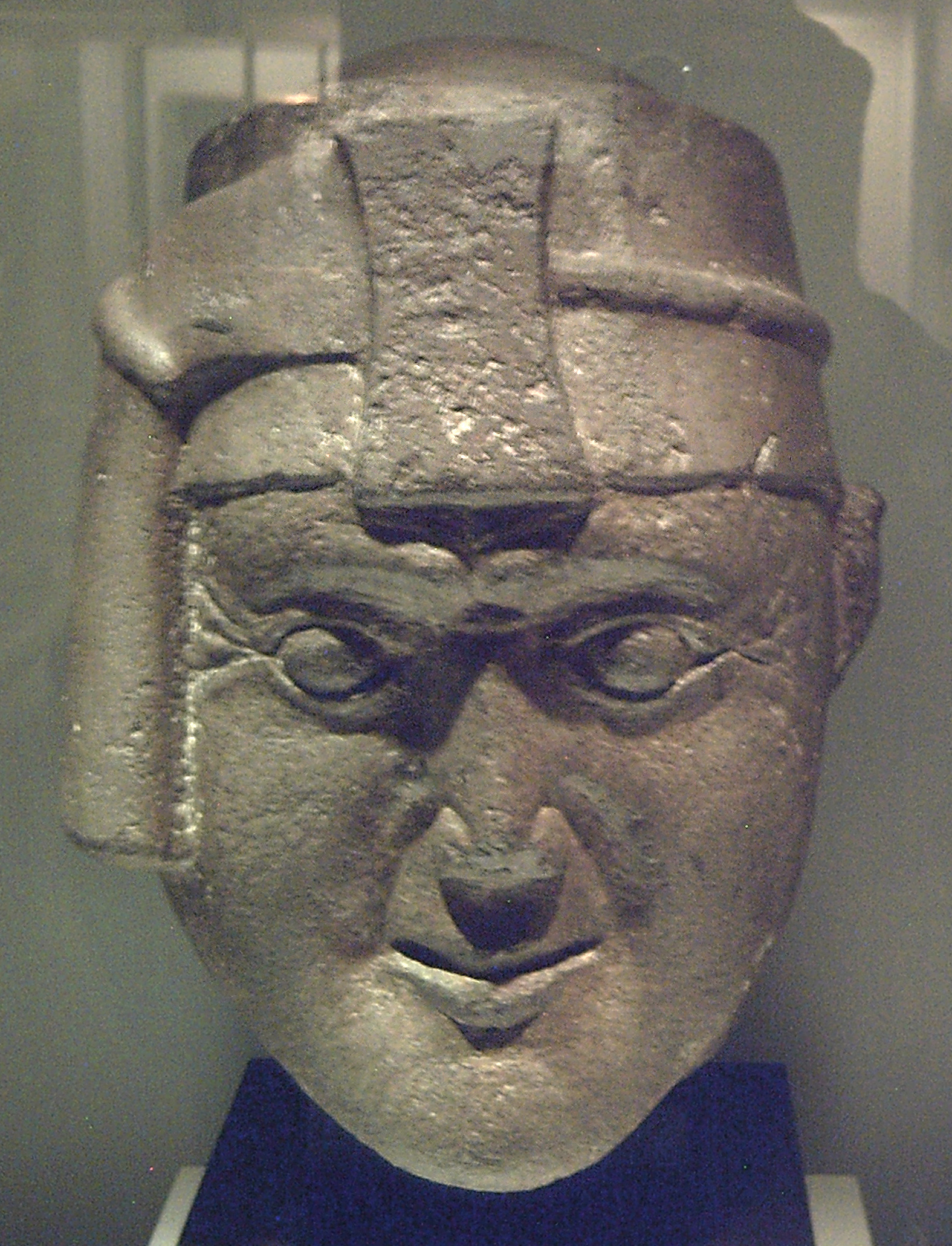
Stenhuvud från inkatiden, med llauto och mascapaicha (1400–1533). Museo de América, Madrid.

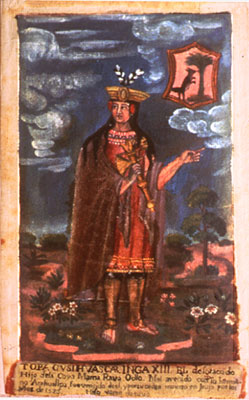
Inka med sin mascapaicha.

Mascapaicha (sammansatt ord quechua: maskhay, söka; pacha, tid eller rum) är Tawantinsuyus imperiekrona.
Enligt inkarikets tradition var mascapaicha den enda symbolen för makten i Inkariket. Den gav inkan titlarna Kung av Cusco och Härskare av Tawantinsuyu (sista titeln användes från och med Pachacútec).
Endast Inkan kunde bära mascapaicha, som gavs till honom av Willac Umo, översteprästen i Inkariket. Kröningsceremonin ägde rum efter att en Inkahärskare hade avlidit och det var nödvändigt att auqui (den främste arvtagaren) tog över sina funktioner som den nye Inkahärskaren.
Mascapaicha består av en borla av fin rödfärgad ylle med inkrustationer av guld och fjädrar av corequenquefågeln. Inkan använde mascapaicha under sin llauto. Borlan bestod av fyra finvävda bandslingor av ylle, i orange färg, vilka identifierade inkahärskaren.
Mascapaichan fortsatte att användas under tiden för Vicekungadömet Peru, för att identifiera adeln, i synnerhet Alférez Real de los Incas (den del av inka-adeln som höll sig trogen till den spanske kungen) under parader och processioner i staden Cusco.

## Fotnoter
1. ↑  Gustavo Pons Muzzo, anger denna stavning såsom korrekt, dvs inte "mascaipacha" som ibland felaktigt kan ses. (sid 48)